# Ishmael Baidoo
Ishmael Baidoo (ur. 1 grudnia 1998 w Akrze) – ghański piłkarz występujący na pozycji skrzydłowego. Wychowanek katarskiego ASPIRE Academy.

## Kariera klubowa
Jest wychowankiem ASPIRE Academy, katarskiej akademii piłkarskiej. 1 stycznia 2017 został zawodnikiem Septemwri Sofia. W bułgarskiej pierwszej lidze zadebiutował 17 lipca 2017, w meczu przeciwko FK Dunav, wchodząc na boisko w 57 minucie za Iwana Wałchanowa. Swoją pierwszą bramkę w Bułgarii, oraz dodatkowo w seniorskiej karierze zdobył 22 września 2018 w meczu przeciwko Łokomotiwowi Płowdiw. 5 lutego 2019 został oficjalnie zawodnikiem Górnika Zabrza, związując się kontraktem do czerwca 2022 roku. Polski klub zapłacił za zawodnika kwotę w wysokości 150 tysięcy euro. W Górniku zadebiutował 15 lutego 2019 w ramach 22. kolejki Ekstraklasy, w meczu przeciwko Pogoni Szczecin wchodząc w przerwie za Łukasza Wolsztyńskiego. 21 lutego 2020 został wypożyczony do FK Železiarne Podbrezová.